# Cypr na letnich igrzyskach olimpijskich
Reprezentanci Cypru występują na letnich igrzyskach olimpijskich nieprzerwanie od 1980 roku, zadebiutowali wtedy podczas igrzysk w Moskwie. 
Najliczniejsza reprezentacja Cypru na letnich igrzyskach wystąpiła w 2000 roku (22 osoby), a najmniejsza - w 1988 roku (9 osób). Pierwszy medal olimpijski dla Cypru – srebrny – zdobył na igrzyskach w 2012 roku żeglarz Pawlos Kondidis. 
Organizacją udziału reprezentacji Cypru na igrzyskach zajmuje się Cypryjski Komitet Olimpijski (ang. Cyprus Olympic Committee).

## Tabela medalowa
| Igrzyska            | Złoto | Srebro | Brąz | Razem |
| ------------------- | ----- | ------ | ---- | ----- |
| Moskwa 1980         | 0     | 0      | 0    | 0     |
| Los Angeles 1984    | 0     | 0      | 0    | 0     |
| Seul 1988           | 0     | 0      | 0    | 0     |
| Barcelona 1992      | 0     | 0      | 0    | 0     |
| Atlanta 1996        | 0     | 0      | 0    | 0     |
| Sydney 2000         | 0     | 0      | 0    | 0     |
| Ateny 2004          | 0     | 0      | 0    | 0     |
| Pekin 2008          | 0     | 0      | 0    | 0     |
| Londyn 2012         | 0     | 1      | 0    | 1     |
| Rio de Janeiro 2016 | 0     | 0      | 0    | 0     |
| Tokio 2020          | 0     | 0      | 0    | 0     |
| Razem               | 0     | 1      | 0    | 1     |